# Lijst van planetoïden 12601-12700
Dit is een lijst van planetoïden 12601-12700. Voor de volledige lijst zie de lijst van planetoïden.
Stand per 02 mei 2022. Afgeleid uit data gepubliceerd door het Minor Planet Center.
| Naam                     | Voorlopige naamgeving | Datum ontdekking  | Ontdekker                                              |
| ------------------------ | --------------------- | ----------------- | ------------------------------------------------------ |
| (12601) Tiffanyswann     | 1999 RO178            | 9 september 1999  | LINEAR                                                 |
| (12602) Tammytam         | 1999 RT183            | 9 september 1999  | LINEAR                                                 |
| (12603) Tanchunghee      | 1999 RF184            | 9 september 1999  | LINEAR                                                 |
| (12604) Lisatate         | 1999 RC194            | 7 september 1999  | LINEAR                                                 |
| (12605) -                | 1999 SK               | 17 september 1999 | Višnjan Observatory                                    |
| (12606) Apuleius         | 2043 P-L              | 24 september 1960 | C. J. van Houten, I. van Houten-Groeneveld, T. Gehrels |
| (12607) Alcaeus          | 2058 P-L              | 24 september 1960 | C. J. van Houten, I. van Houten-Groeneveld, T. Gehrels |
| (12608) Aesop            | 2091 P-L              | 24 september 1960 | C. J. van Houten, I. van Houten-Groeneveld, T. Gehrels |
| (12609) Apollodoros      | 2155 P-L              | 24 september 1960 | C. J. van Houten, I. van Houten-Groeneveld, T. Gehrels |
| (12610) Hãfez            | 2551 P-L              | 24 september 1960 | C. J. van Houten, I. van Houten-Groeneveld, T. Gehrels |
| (12611) Ingres           | 2555 P-L              | 24 september 1960 | C. J. van Houten, I. van Houten-Groeneveld, T. Gehrels |
| (12612) Daumier          | 2592 P-L              | 24 september 1960 | C. J. van Houten, I. van Houten-Groeneveld, T. Gehrels |
| (12613) Hogarth          | 4024 P-L              | 24 september 1960 | C. J. van Houten, I. van Houten-Groeneveld, T. Gehrels |
| (12614) Hokusai          | 4119 P-L              | 24 september 1960 | C. J. van Houten, I. van Houten-Groeneveld, T. Gehrels |
| (12615) Mendesdeleon     | 4626 P-L              | 24 september 1960 | C. J. van Houten, I. van Houten-Groeneveld, T. Gehrels |
| (12616) Lochner          | 4874 P-L              | 26 september 1960 | C. J. van Houten, I. van Houten-Groeneveld, T. Gehrels |
| (12617) Angelusilesius   | 5568 P-L              | 17 oktober 1960   | C. J. van Houten, I. van Houten-Groeneveld, T. Gehrels |
| (12618) Cellarius        | 6217 P-L              | 24 september 1960 | C. J. van Houten, I. van Houten-Groeneveld, T. Gehrels |
| (12619) Anubelshunu      | 6242 P-L              | 24 september 1960 | C. J. van Houten, I. van Houten-Groeneveld, T. Gehrels |
| (12620) Simaqian         | 6335 P-L              | 24 september 1960 | C. J. van Houten, I. van Houten-Groeneveld, T. Gehrels |
| (12621) Alsufi           | 6585 P-L              | 24 september 1960 | C. J. van Houten, I. van Houten-Groeneveld, T. Gehrels |
| (12622) Doppelmayr       | 6614 P-L              | 24 september 1960 | C. J. van Houten, I. van Houten-Groeneveld, T. Gehrels |
| (12623) Tawaddud         | 9544 P-L              | 17 oktober 1960   | C. J. van Houten, I. van Houten-Groeneveld, T. Gehrels |
| (12624) Mariacunitia     | 9565 P-L              | 17 oktober 1960   | C. J. van Houten, I. van Houten-Groeneveld, T. Gehrels |
| (12625) Koopman          | 9578 P-L              | 17 oktober 1960   | C. J. van Houten, I. van Houten-Groeneveld, T. Gehrels |
| (12626) Timmerman        | 1116 T-1              | 25 maart 1971     | C. J. van Houten, I. van Houten-Groeneveld, T. Gehrels |
| (12627) Maryedwards      | 1230 T-1              | 25 maart 1971     | C. J. van Houten, I. van Houten-Groeneveld, T. Gehrels |
| (12628) Ackworthorr      | 2120 T-1              | 25 maart 1971     | C. J. van Houten, I. van Houten-Groeneveld, T. Gehrels |
| (12629) Jandeboer        | 2168 T-1              | 25 maart 1971     | C. J. van Houten, I. van Houten-Groeneveld, T. Gehrels |
| (12630) Verstappen       | 3033 T-1              | 26 maart 1971     | C. J. van Houten, I. van Houten-Groeneveld, T. Gehrels |
| (12631) Mariekebaan      | 3051 T-1              | 26 maart 1971     | C. J. van Houten, I. van Houten-Groeneveld, T. Gehrels |
| (12632) Mignonette       | 3105 T-1              | 26 maart 1971     | C. J. van Houten, I. van Houten-Groeneveld, T. Gehrels |
| (12633) Warmenhoven      | 3119 T-1              | 26 maart 1971     | C. J. van Houten, I. van Houten-Groeneveld, T. Gehrels |
| (12634) LOFAR            | 3178 T-1              | 26 maart 1971     | C. J. van Houten, I. van Houten-Groeneveld, T. Gehrels |
| (12635) Hennylamers      | 4220 T-1              | 26 maart 1971     | C. J. van Houten, I. van Houten-Groeneveld, T. Gehrels |
| (12636) Padrielli        | 4854 T-1              | 13 mei 1971       | C. J. van Houten, I. van Houten-Groeneveld, T. Gehrels |
| (12637) Gustavleonhardt  | 1053 T-2              | 29 september 1973 | C. J. van Houten, I. van Houten-Groeneveld, T. Gehrels |
| (12638) Fransbruggen     | 1063 T-2              | 29 september 1973 | C. J. van Houten, I. van Houten-Groeneveld, T. Gehrels |
| (12639) Tonkoopman       | 1105 T-2              | 29 september 1973 | C. J. van Houten, I. van Houten-Groeneveld, T. Gehrels |
| (12640) Reinbertdeleeuw  | 1231 T-2              | 29 september 1973 | C. J. van Houten, I. van Houten-Groeneveld, T. Gehrels |
| (12641) Hubertushenrichs | 1310 T-2              | 29 september 1973 | C. J. van Houten, I. van Houten-Groeneveld, T. Gehrels |
| (12642) Davidjansen      | 1348 T-2              | 29 september 1973 | C. J. van Houten, I. van Houten-Groeneveld, T. Gehrels |
| (12643) Henkolthof       | 3180 T-2              | 30 september 1973 | C. J. van Houten, I. van Houten-Groeneveld, T. Gehrels |
| (12644) Robertwielinga   | 3285 T-2              | 30 september 1973 | C. J. van Houten, I. van Houten-Groeneveld, T. Gehrels |
| (12645) Jacobrosales     | 4240 T-2              | 29 september 1973 | C. J. van Houten, I. van Houten-Groeneveld, T. Gehrels |
| (12646) Avercamp         | 5175 T-2              | 25 september 1973 | C. J. van Houten, I. van Houten-Groeneveld, T. Gehrels |
| (12647) Pauluspotter     | 5332 T-2              | 30 september 1973 | C. J. van Houten, I. van Houten-Groeneveld, T. Gehrels |
| (12648) Ibarbourou       | 1135 T-3              | 17 oktober 1977   | C. J. van Houten, I. van Houten-Groeneveld, T. Gehrels |
| (12649) Ascanios         | 2035 T-3              | 16 oktober 1977   | C. J. van Houten, I. van Houten-Groeneveld, T. Gehrels |
| (12650) de Vries         | 2247 T-3              | 16 oktober 1977   | C. J. van Houten, I. van Houten-Groeneveld, T. Gehrels |
| (12651) Frenkel          | 2268 T-3              | 16 oktober 1977   | C. J. van Houten, I. van Houten-Groeneveld, T. Gehrels |
| (12652) Groningen        | 2622 T-3              | 16 oktober 1977   | C. J. van Houten, I. van Houten-Groeneveld, T. Gehrels |
| (12653) van der Klis     | 2664 T-3              | 11 oktober 1977   | C. J. van Houten, I. van Houten-Groeneveld, T. Gehrels |
| (12654) Heinofalcke      | 4118 T-3              | 16 oktober 1977   | C. J. van Houten, I. van Houten-Groeneveld, T. Gehrels |
| (12655) Benferinga       | 5041 T-3              | 16 oktober 1977   | C. J. van Houten, I. van Houten-Groeneveld, T. Gehrels |
| (12656) Gerdebruijn      | 5170 T-3              | 16 oktober 1977   | C. J. van Houten, I. van Houten-Groeneveld, T. Gehrels |
| (12657) Bonch-Bruevich   | 1971 QO1              | 30 augustus 1971  | T. M. Smirnova                                         |
| (12658) Peiraios         | 1973 SL               | 19 september 1973 | C. J. van Houten, I. van Houten-Groeneveld, T. Gehrels |
| (12659) Schlegel         | 1973 UR5              | 27 oktober 1973   | F. Börngen                                             |
| (12660) -                | 1975 NC               | 15 juli 1975      | C. Torres, S. Barros                                   |
| (12661) Schelling        | 1976 DA1              | 27 februari 1976  | F. Börngen                                             |
| (12662) -                | 1978 CK               | 2 februari 1978   | J. Gibson                                              |
| (12663) Björkegren       | 1978 RL7              | 2 september 1978  | C.-I. Lagerkvist                                       |
| (12664) Sonisenia        | 1978 SS5              | 27 september 1978 | L. I. Chernykh                                         |
| (12665) Chriscarson      | 1978 VE7              | 6 november 1978   | E. F. Helin, S. J. Bus                                 |
| (12666) -                | 1978 XW               | 6 december 1978   | E. Bowell, A. Warnock                                  |
| (12667) -                | 1979 DF               | 28 februari 1979  | N. G. Thomas                                           |
| (12668) Scottstarin      | 1979 MX1              | 25 juni 1979      | E. F. Helin, S. J. Bus                                 |
| (12669) Emilybrisnehan   | 1979 MY5              | 25 juni 1979      | E. F. Helin, S. J. Bus                                 |
| (12670) Passargea        | 1979 SG2              | 22 september 1979 | N. S. Chernykh                                         |
| (12671) Thörnqvist       | 1980 FU               | 16 maart 1980     | C.-I. Lagerkvist                                       |
| (12672) Nygårdh          | 1980 FY2              | 16 maart 1980     | C.-I. Lagerkvist                                       |
| (12673) Kiselman         | 1980 FH3              | 16 maart 1980     | C.-I. Lagerkvist                                       |
| (12674) Rybalka          | 1980 RL2              | 7 september 1980  | N. S. Chernykh                                         |
| (12675) Chabot           | 1980 TA4              | 9 oktober 1980    | C. S. Shoemaker, E. M. Shoemaker                       |
| (12676) Dianemerline     | 1981 DU1              | 28 februari 1981  | S. J. Bus                                              |
| (12677) Gritsavage       | 1981 EO4              | 2 maart 1981      | S. J. Bus                                              |
| (12678) Gerhardus        | 1981 EQ20             | 2 maart 1981      | S. J. Bus                                              |
| (12679) Jamessimpson     | 1981 EK22             | 2 maart 1981      | S. J. Bus                                              |
| (12680) Bogdanovich      | 1981 JR2              | 6 mei 1981        | C. S. Shoemaker                                        |
| (12681) Pevear           | 1981 UL29             | 24 oktober 1981   | S. J. Bus                                              |
| (12682) Kawada           | 1982 VC3              | 14 november 1982  | H. Kosai, K. Hurukawa                                  |
| (12683) -                | 1983 RP3              | 2 september 1983  | H. Debehogne                                           |
| (12684) -                | 1984 DQ               | 23 februari 1984  | H. Debehogne                                           |
| (12685) -                | 1985 VE               | 14 november 1985  | P. Jensen                                              |
| (12686) Bezuglyj         | 1986 TT11             | 3 oktober 1986    | L. G. Karachkina                                       |
| (12687) de Valory        | 1987 YS1              | 17 december 1987  | E. W. Elst, G. Pizarro                                 |
| (12688) Baekeland        | 1988 CK4              | 13 februari 1988  | E. W. Elst                                             |
| (12689) -                | 1988 RO2              | 8 september 1988  | P. Jensen                                              |
| (12690) Kochimiraikagaku | 1988 VG1              | 5 november 1988   | T. Seki                                                |
| (12691) -                | 1988 VF2              | 7 november 1988   | Y. Kushida, M. Inoue                                   |
| (12692) -                | 1989 BV1              | 29 januari 1989   | A. Mrkos                                               |
| (12693) -                | 1989 EZ               | 9 maart 1989      | Y. Oshima                                              |
| (12694) Schleiermacher   | 1989 EJ6              | 7 maart 1989      | F. Börngen                                             |
| (12695) Utrecht          | 1989 GR3              | 1 april 1989      | E. W. Elst                                             |
| (12696) Camus            | 1989 SF1              | 26 september 1989 | E. W. Elst                                             |
| (12697) Verhaeren        | 1989 SK3              | 26 september 1989 | E. W. Elst                                             |
| (12698) -                | 1989 US4              | 22 oktober 1989   | A. Mrkos                                               |
| (12699) -                | 1990 DD2              | 24 februari 1990  | H. Debehogne                                           |
| (12700) -                | 1990 FH               | 23 maart 1990     | E. F. Helin                                            |